# Josef Schappe
Josef Anton Schappe (* 28. April 1907 in Graach an der Mosel; † 7. November 1994 in Ratingen) war ein deutscher Politiker (KPD, UAPD, SPD) und Widerstandskämpfer gegen das NS-Regime in Ratingen und Düsseldorf.

## Jugend und frühe Jahre
Josef Schappe wurde am 28. April 1907 in Graach im Landkreis Bernkastel-Wittlich geboren. Er arbeitete als Hilfsarbeiter im Weingewerbe, als Arbeiter in einer Sargfabrik, später als Funktionär und Jugendvertreter der Arbeiterbewegung in Bad Kreuznach. Als Jungfunktionär besuchte er die Gewerkschaftsschule in Hirschberg (Niederschlesien), wo er mit Themen wie Arbeitsrecht, Geschichte und politischer Theorie vertraut gemacht wurde. Zwischen 1925 und 1927 arbeitete er in Köln-Deutz in einer Motorenfabrik, bereiste Deutschland und schrieb Artikel für verschiedene Zeitungen. Schappe landete schließlich in Düsseldorf, wo er schnell Anschluss an die organisierte Arbeiterbewegung fand und der KPD beitrat. Durch einen Vorarbeiter bei Haniel und Lueg machte er Bekanntschaft mit Peter Waterkortte, dem Redakteur der kommunistischen Zeitung Freiheit in Düsseldorf, und dem dortigen Chefredakteur Erich Glückauf, bevor er 1929 schließlich ins benachbarte Ratingen umzog.
In Ratingen und Düsseldorf war Schappe Mitglied der kommunistischen Jugendgruppen und Delegierter des Metallarbeiter-Verbandes und absolvierte ein journalistisches Volontariat bei der Freiheit. 1930 wurde er Mitglied der Bezirksleitung der KPD für den Bezirk Niederrhein, Freundschaft mit Karl Schabrod. Ab 1931 war Schappe fest angestellter Redakteur bei der Freiheit und Leiter des Kommunistischen Jugendverbands im Bezirk Niederrhein.

## Verfolgung und Widerstand 1933–1945
Am 28. Februar 1933, dem Tag nach dem Reichstagsbrand, wurde Schappe von der Gestapo auf offener Straße in Ratingen verhaftet und misshandelt. Er zählte damit zu den ersten Inhaftierten im Umkreis Düsseldorfs, die aufgrund der neuen Notverordnung des Reichspräsidenten noch an diesem Tage in „Schutzhaft genommen“ wurden. Bis zum 2. März 1934 blieb Schappe in Haft, zunächst im Ratinger, dann im Düsseldorfer Polizeigefängnis in der Mühlenstraße, wo er erneut Misshandlungen zu erleiden hatte. Nachdem Schappe wieder frei gelassen wurde, arbeitete er aktiv in der Widerstandsarbeit in Ratingen und Düsseldorf; diese konzentrierte sich vornehmlich auf den Wiederaufbau der im Frühjahr 1933 durch die ersten Massenverhaftungen zerstörten Strukturen der KPD und ihrer Nebenorganisationen. Unter der Häftlingsnummer 2599 wurde er am 22. März 1935 erneut in das Düsseldorfer Polizeigefängnis am Mackensenplatz eingeliefert, wo er bis zum 8. April verblieb und verhört wurde. Der III. Strafsenat des OLG Hamm eröffnete am 23. September 1935 das Verfahren gegen Schappe, es endete mit einer Verurteilung zu dreieinhalb Jahren Zuchthaus „wegen Vorbereitung zum Hochverrat“. Diese Strafe verbüßte er bis Ende 1938 im Zuchthaus Lüttringhausen bei Remscheid, bis Schappe dem Konzentrationslager Buchenwald überstellt wurde. Seit Januar 1940 gehörte Schappe in Buchenwald zum illegalen Lagerkomitee und leitete die Gruppe Niederrhein mit 36 Mitgliedern. In Buchenwald wurde Schappe erst im April 1945 durch US-Truppen befreit.

## Nachkriegszeit
Im Oktober 1945 wurde Schappe Vorsitzender der Ratinger KPD; er gehörte 1945/46 dem ernannten Kreisbeirat des Landkreises Düsseldorf-Mettmann und dem Rat der Stadt Ratingen an. Für die erste demokratische Kommunalwahl am 15. September 1946 kandidierte er erfolgreich für den neuen Rat und war zugleich stellvertretender Chefredakteur des KPD-Zentralorgans Freies Volk. Im Jahr 1949 wurde er seines Amtes enthoben, 1950 folgte der Ausschluss aus der KPD wegen „titoistischer Tendenzen“. Schappe gehörte dann neben dem aus Belgrad zurückgekehrten Wolfgang Leonhard und dem bayrischen KPD-Funktionär  Georg Fischer (1906–1980) zu den Begründern der titoistisch geprägten Unabhängigen Arbeiterpartei Deutschlands (UAPD) in Frankfurt am Main, die für einen revolutionären Sozialismus demokratischer Prägung einstand. Er fungierte als Chefredakteur der UAPD-Parteizeitung Freie Tribüne.
Im Jahr 1952 trat er der SPD bei und wurde sozialdemokratischer Ratsherr und Fraktionsvorsitzender in Ratingen. 1972 zog er sich zurück. Kurz vor seinem Tod ernannte ihn die Fraktion zum Ehrenvorsitzenden.
Er war mit Wilma Schappe geb. Ruthenbeck (1922–2014) verheiratet, ebenfalls langjährige SPD-Ratsfrau in Ratingen. Als ihr Mann 1950 aus der KPD ausgeschlossen wurde, erhielt die damalige KPD-Aktivistin Funktionsverbot, weil sie sich nicht von ihm scheiden lassen wollte.

## Ehrungen
- 1980 Bundesverdienstkreuz am Bande
- 1994 Ehrenvorsitzender des SPD-Ortsverbands Ratingen
- 1996 Straßenbenennung in Ratingen-Ost